# Miłosław Petruszka
Miłosław Petruszka (ur. w Przybramie (Czechy) w 1915, dokąd ewakuowano rodzinę z Przemyśla, na skutek ofensywy wojsk carskich 30 stycznia 1915, zm. 18 lipca 1995 w Łodzi) – polski fotografik.

## Życiorys
Ukończył gimnazjum w Tarnowie, gdzie zaczął interesować się fotografią. Oficer służby stałej Wojska Polskiego Drugiej Rzeczypospolitej, odznaczony Krzyżem Kawalerskim Orderu Odrodzenia Polski. Medalem „Za udział w wojnie obronnej 1939”, Krzyżem Kampanii Wrześniowej 1939, Krzyżem Czynu Bojowego Polskich Sił Zbrojnych na Zachodzie, Medalem Zwycięstwa i Wolności 1945, Uczestnik Kampanii Wrześniowej, służył w I-wszym Pułku Strzelców Podhalańskich, później dowódca plutonu ckm-ów II Dywizji gen. Prugara-Kettlinga, internowany w Szwajcarii, po opuszczeniu Szwajcarii dostał się do Armii Polskiej formowanej przy wojsku brytyjskim. Po wojnie znalazł się w Szkocji. Ekonomista – ukończył Handels Hochschule w St. Gallen oraz Technical College w Dundee (Szkocja); studiował również w Edynburgu. W 1947 wrócił do kraju i osiadł na stałe w Łodzi rozpoczynając pracę jako rzeczoznawca i specjalista od włókien naturalnych (juta, sizal, abaka, kenaf, włókno kokosowe, jedwab) w Textilimporcie. Był członkiem Związku Polskich Artystów Fotografików. Jako fotografik i reportażysta współpracował z redakcjami Świata, Dookoła Świata i Panoramy Śląskiej. W latach 1970–1977 pracował w ONZ – FAO z siedzibą w Rzymie jako ekspert od włókien naturalnych. Przez cały okres pracy zawodowej, w trakcie podróży po całym świecie zajmował się fotografowaniem, czego plonem były: duża wystawa Śladami Buddy w 1979 roku w Galerii ŁTF w Łodzi i w 1985 w Muzeum Azji i Pacyfiku w Warszawie, kilka mniejszych wystaw indywidualnych, udział w wystawach zbiorowych oraz duża wystawa poświęcona twórczości całego życia w Państwowej Galerii Sztuki w Łodzi. Wyróżniony odznaką Zasłużonego Działacza Kultury, Honorową Odznaką Miasta Łodzi, Srebrną i Złotą Odznaką Łódzkiego Towarzystwa Fotograficznego.
Miał żonę Stefanię oraz dwóch synów: Michała i Włodzimierza.